# Suctobelbata truncicola
Suctobelbata truncicola är en kvalsterart som först beskrevs av Forsslund 1941.  Suctobelbata truncicola ingår i släktet Suctobelbata och familjen Suctobelbidae. Inga underarter finns listade i Catalogue of Life.